# (321485) Cross
(321485) Cross est un astéroïde de la ceinture principale.

## Description
(321485) Cross est un astéroïde de la ceinture principale. Il fut découvert le 18 septembre 2009 à l'observatoire de Saint-Sulpice par Bernard Christophe. Il présente une orbite caractérisée par un demi-grand axe de 2,37 UA, une excentricité de 0,17 et une inclinaison de 1,1° par rapport à l'écliptique.
Il est nommé d'après le peintre impressionniste Henri-Edmond Cross.